# AnsaldoBreda
AnsaldoBreda war ein italienischer Schienenfahrzeughersteller, der zum Konzern Finmeccanica gehörte. Das Unternehmen entstand 2001 aus dem Zusammenschluss von Ansaldo Transport und Breda Costruzioni Ferroviarie und wurde 2015 von Hitachi übernommen. Das Nachfolgeunternehmen heißt Hitachi Rail Italia.

## Produkte

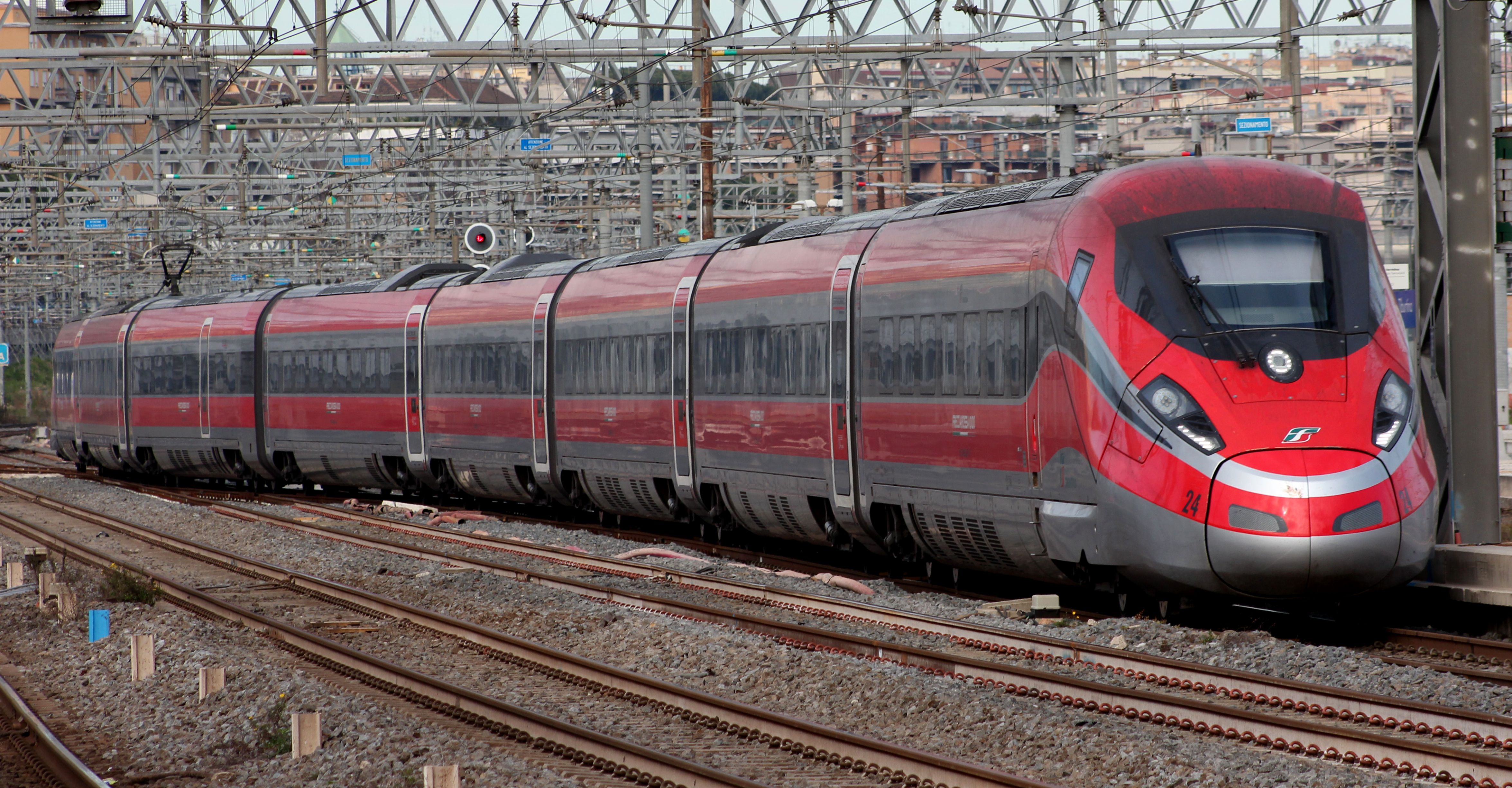
FS Frecciarossa 1000

- Niederflur-Straßenbahnwagen Sirio (geliefert für Göteborg, Mailand, Neapel, Bergamo, Sassari, Florenz, Kayseri, Samsun und Athen)
- Hochflur-Stadtbahnwagen (geliefert für Birmingham und Manchester, inzwischen ausgemustert)
- Hochgeschwindigkeitszüge DSB IC4, FS ETR 500, V250, Frecciarossa 1000
- Doppelstock-Triebwagen Treno ad alta frequentazione für die Trenitalia
- U-Bahn-Wagen für Ankara, Washington, Los Angeles, Madrid
- Fahrerlose U-Bahn-Wagen für Metro Kopenhagen, Metropolitana di Brescia, Metro Thessaloniki, Metropolitana di Milano (Linie M5), Metropolitana di Roma (Linie C)[2], MRT (Taipei) (gelbe Ringlinie)[3]
- Oberleitungsbusse